# Cantagallo (Colômbia)

Localização do município de Cantagallo no departamento de Bolívar

Cantagallo é um município do departamento de Bolívar, na Colômbia.